# Casa a la plaça Major de sa Tuna
La Casa a la plaça Major de sa Tuna és una obra de Begur (Baix Empordà) inclosa a l'Inventari del Patrimoni Arquitectònic de Catalunya.

## Descripció
Casa entre mitgeres de planta rectangular i de planta baixa més pis, closa, amb coberta a dues vessants, fermada amb barana calada d'elements geomètrics (creus i aspes de Sant Andreu unides). Aquesta barana s'uneix a la façana amb unes motlluretes. La façana segueix una composició simètrica de dues finestres en planta baixa i continuades en planta pis per dues obertures del balcó continu aguantat per biguetes i revoltons i que ara s'uneix a la casa dreta veïna amb la seva prolongació. La façana està emmarcada en un refundit escairat, igual que als balcons però sobresortint.
Tota la façana esta encalada i pintada de blanc.
Se li ha afegit una casa a l'esquerra i que és la prolongació de la catalogada. És a la planta baixa d'aquesta, i fent un petit porxo, que hi ha l'entrada a la casa descrita. Antigament s'entrava per una de les finestres de planta baixa, però es modificà.